# ADSL2+

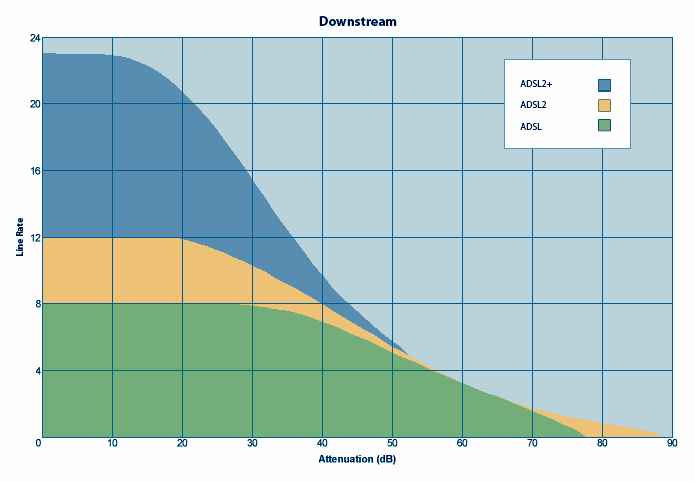
Atténuation du débit de l'ADSL2+ (en bleu) par rapport à l'ADSL2 (en orange) et à l'ADSL (en vert). Le débit (line rate) est le débit ATM.

L'ADSL2+ est l'évolution de la technique ADSL : elle exploite plus de fréquences porteuses pour les données (jusqu'à 2,2 MHz). Cela se traduit par une augmentation du débit maximal possible. Cependant, les améliorations par rapport à l'ADSL ne sont perceptibles que si l'abonné se situe à moins de 3 000 m du central téléphonique. Au-delà, les débits sont les mêmes que ceux proposés par l'ADSL.
Ces technologies ont été remplacées par le VDSL et le VDSL2 qui permettent des débits de 100 à 200 Mbps en fonction de la longueur de la ligne de cuivre.

## Description
La norme ADSL2+ permet, dans des conditions optimales, d'atteindre des débits ATM théoriques de 24 Mbit/s (limité à 12 Mbit/s en ADSL2) en réception et 1 Mbit/s en émission dans son utilisation la plus courante. Le débit maximal en émission peut être étendu à 3 Mbit/s dans certaines variantes (G.992.3_Annexe_J (en) et M), le débit maximal en réception étant alors réduit.
Les offres « 20 Mégas » sont exprimées en débit ATM, ce qui correspond à un débit réel maximum en IP (le protocole réseau exploitable par la majorité des systèmes d'exploitation) d'environ 16 Mbit/s en réception et 800 kbit/s en émission. De plus, ce n'est qu'un débit maximal théorique, qui n'est que rarement atteint en pratique. Cela s'explique essentiellement par la distance relative du foyer connecté au DSLAM, plus celle-ci est grande, plus le débit s'affaiblit et le temps de réponse (ping) devient important. Cette dégradation variable des performances n'est pas strictement proportionnelle à la distance, elle dépend également de la qualité (notamment le diamètre, l'atténuation du signal étant moindre sur un câble en cuivre de diamètre 6/10 que sur un câble de diamètre 4/10) de la paire de cuivre utilisée, ainsi que des interférences électromagnétiques (EMI) présentes dans l'environnement.